# Risbølgård
Risbølgård var en hovedgård i Hejnsvig Sogn, Slavs Herred, Ribe Amt. 
Christen Juel til Donslund skrev sig 1597 til Risbølgård; Anders Christensen Sandberg havde 1564 mageskiftet sig den til af Kronen.